# Deguelia elegans
Deguelia elegans là một loài thực vật có hoa trong họ Đậu. Loài này được (Graham ex Benth. in Miq.) Taub. miêu tả khoa học đầu tiên năm 1891.